# Псевдолитос
Псевдолитос (лат. Pseudolithos) — род суккулентных растений семейства Кутровые (Apocynaceae), произрастающий на территории Восточной Африки (Эфиопия, Сомали) и Аравийского полуострова (Оман, Йемен). Входит в трибу Стапеливые (Stapelieae).

## Название
Родовое латинское название Pseudolithos происходит от др.-греч. ψεύδω, pseúdō — «ложный» и др.-греч. λίθος, líthos — «камень», отражая внешний вид стеблей растений данного рода. Русскоязычное название является транслитерацией латинского.
Первоначально было предложено именовать род как Lithocaulon, однако ранее это название уже использовалось для рода ископаемых водорослей (в данный момент относится к синонимам).

## Описание
Представители рода – безлистные суккуленты. Они имеют шаровидный или слегка вытянутый стебель. Диаметр стеблей может достигать от 5 до 12 сантиметров. Внешне они покрыты бугорками, которые придают им каменную текстуру и разнообразные оттенки.

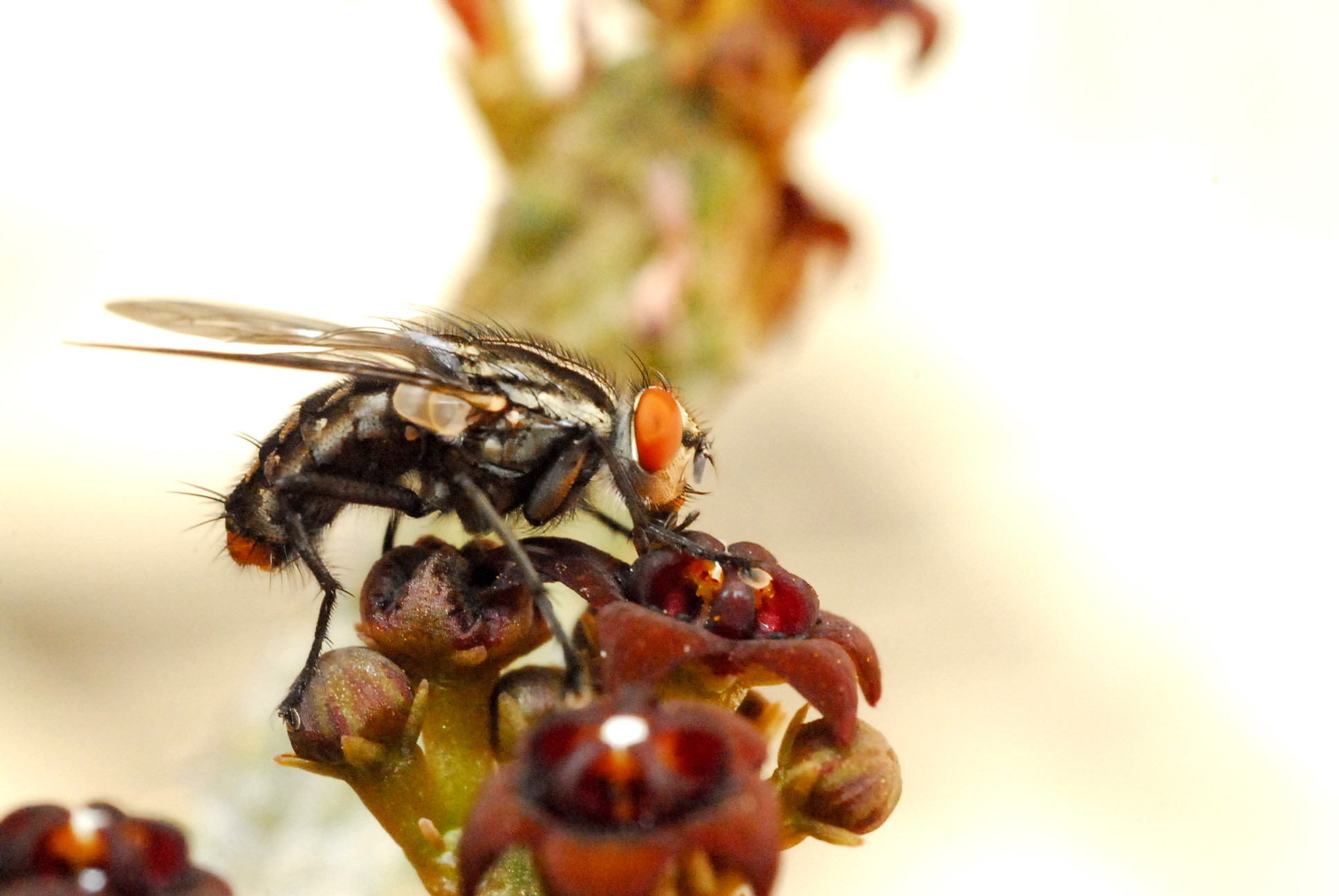
Муха-опылитель на цветках '

Маленькие цветки имеют диаметр чуть больше 1 сантиметра. Лепестки красновато-коричневого оттенка обладают ворсистой структурой, а на их поверхности могут присутствовать желтые пятна. Цветки распускаются небольшими группами из 6-10 цветков. Они излучают неприятный запах гнилого мяса, что привлекает мух-опылителей. В комнатных условиях рекомендуется подавлять цветение этих растений из-за запаха.

## Таксономия
Pseudolithos P.R.O.Bally, первое упоминание в Candollea 20: 41 (1965).

### Синонимы
Гомотипные (основанные на одном и том же номенклатурном типе):
- Lithocaulon P.R.O.Bally (1857), fossil name.

Гетеротипные (основанные на разных номенклатурных типах):
- Anomalluma Plowes (1993)

### Виды
Подтвержденные виды по данным сайта Plants of the World Online на 2023 год:
- Pseudolithos caput-viperae Lavranos
- Pseudolithos cubiformis (P.R.O.Bally) P.R.O.Bally
- Pseudolithos dodsonianus (Lavranos) Bruyns & Meve
- Pseudolithos gigas Dioli
- Pseudolithos harardheranus Dioli
- Pseudolithos horwoodii P.R.O.Bally & Lavranos
- Pseudolithos mccoyi Lavranos & Mies
- Pseudolithos migiurtinus (Chiov.) P.R.O.Bally

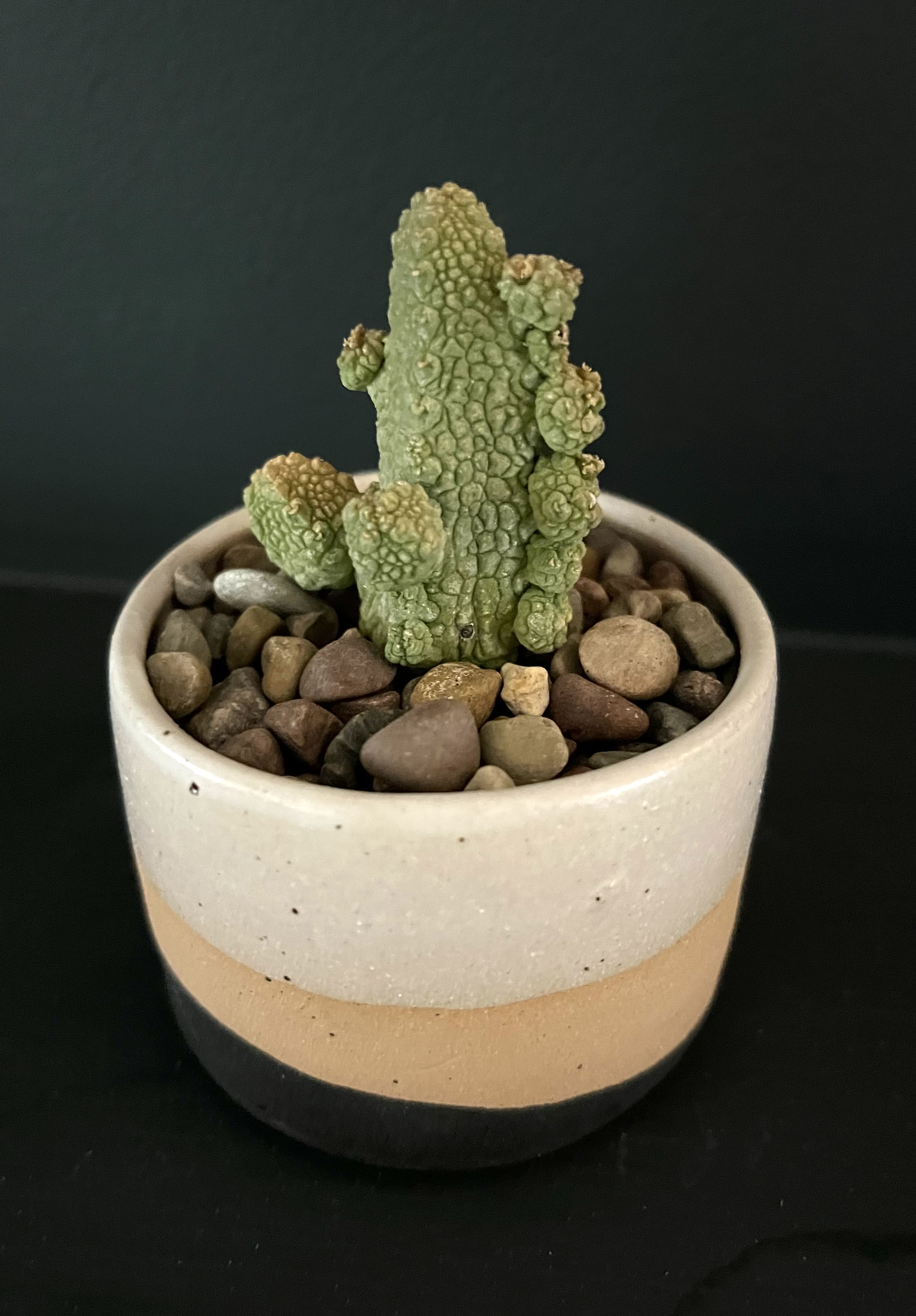
Pseudolithos caput-viperae
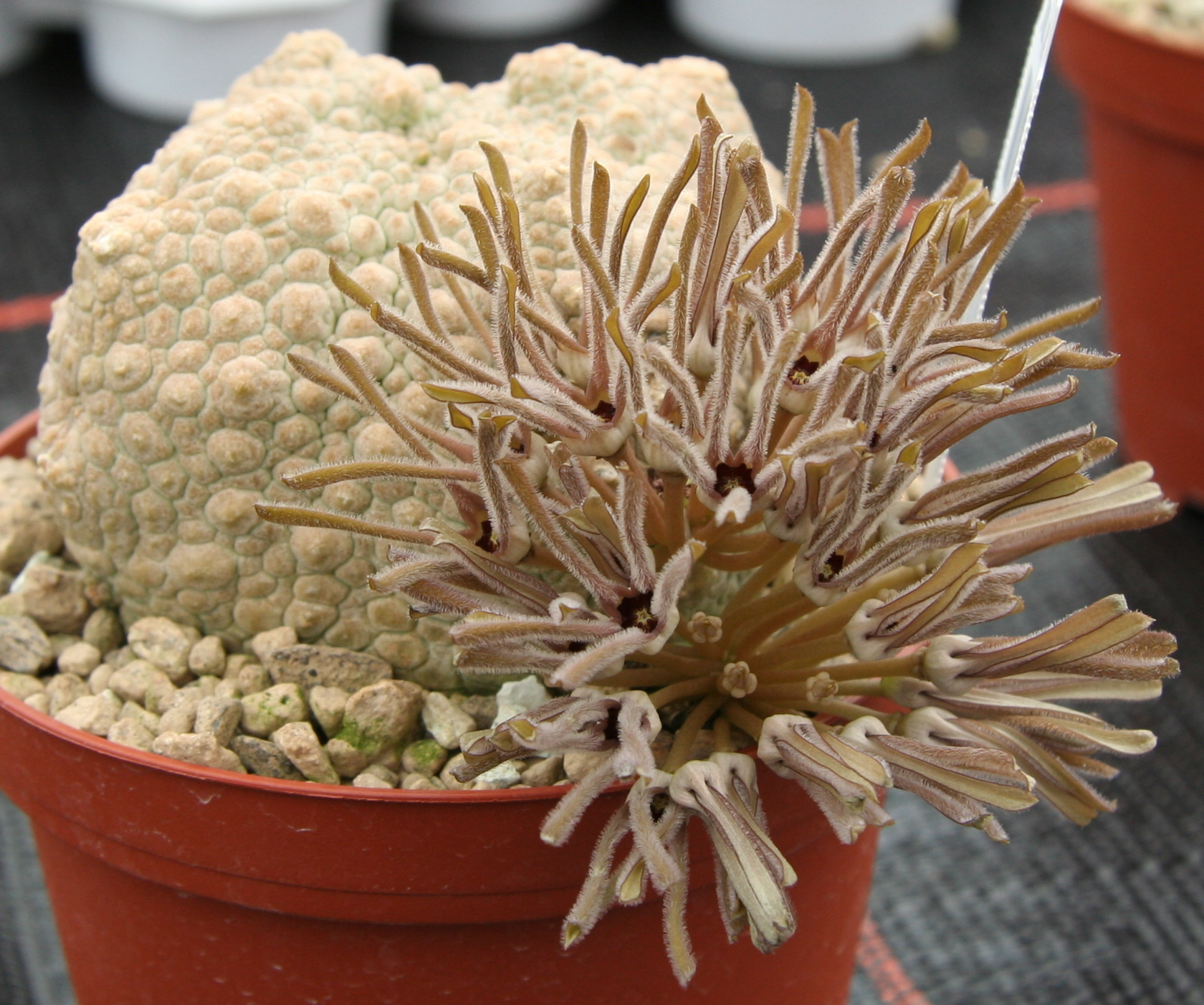
Pseudolithos cubiformis
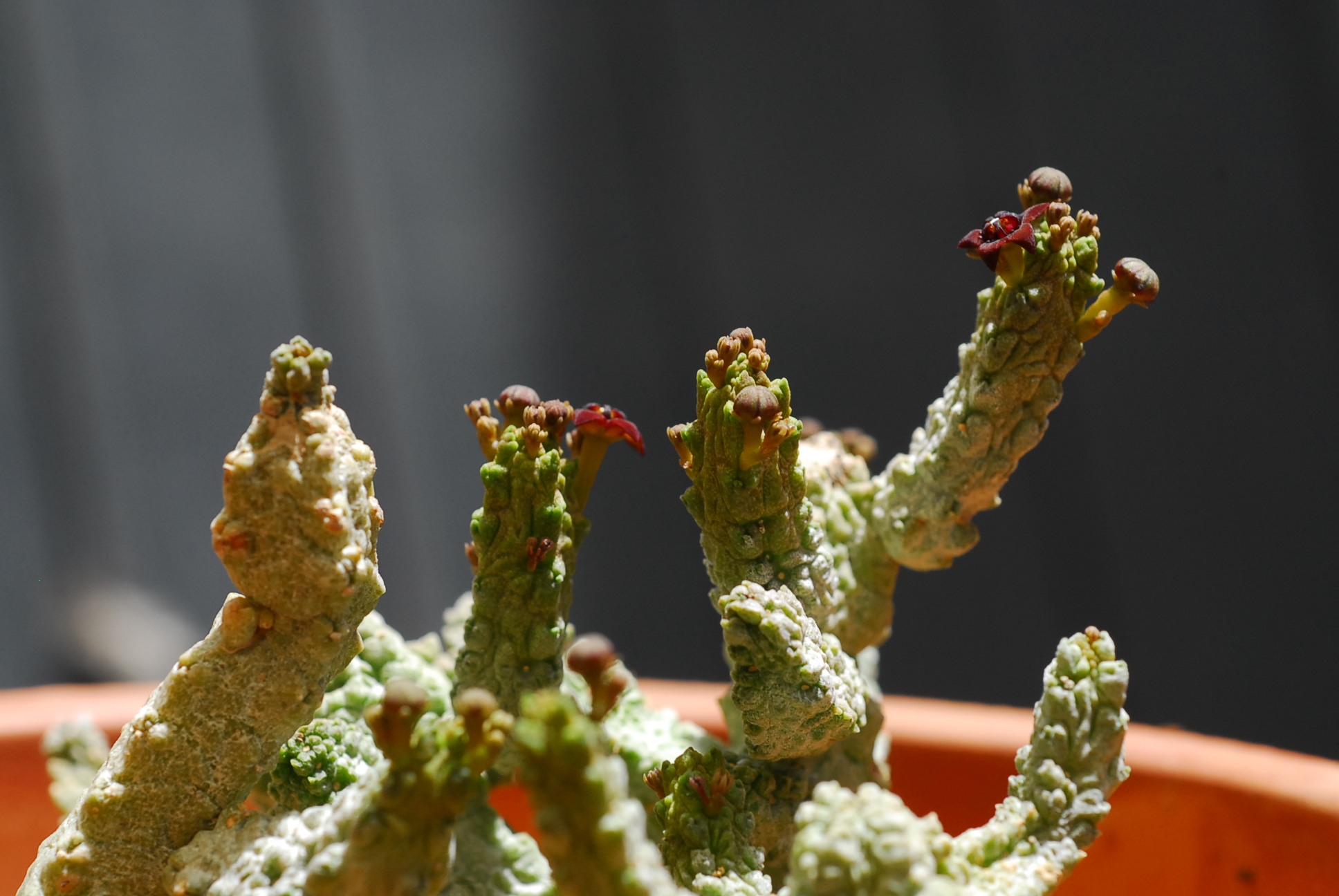
Pseudolithos dodsonianus
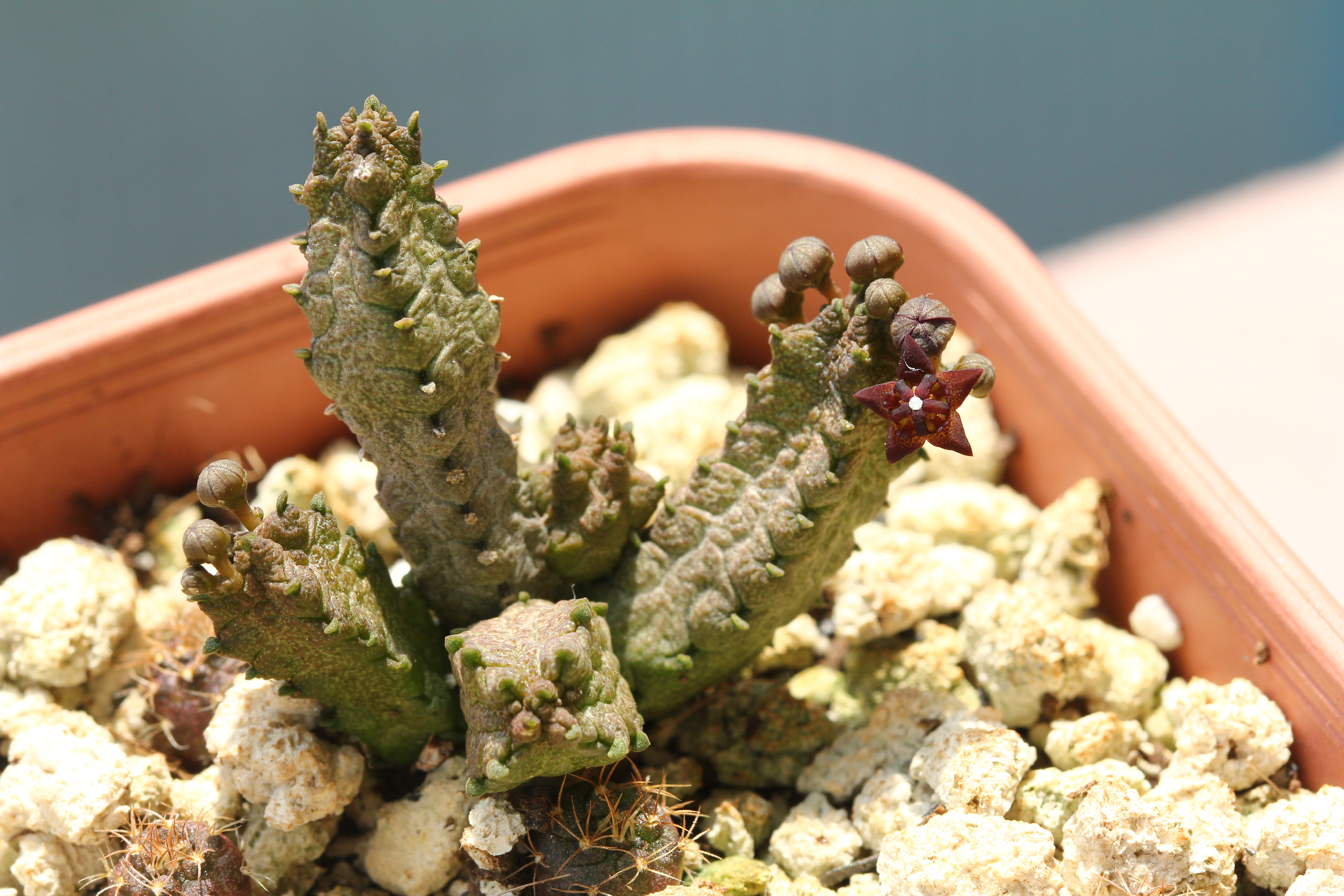
Pseudolithos mccoyi
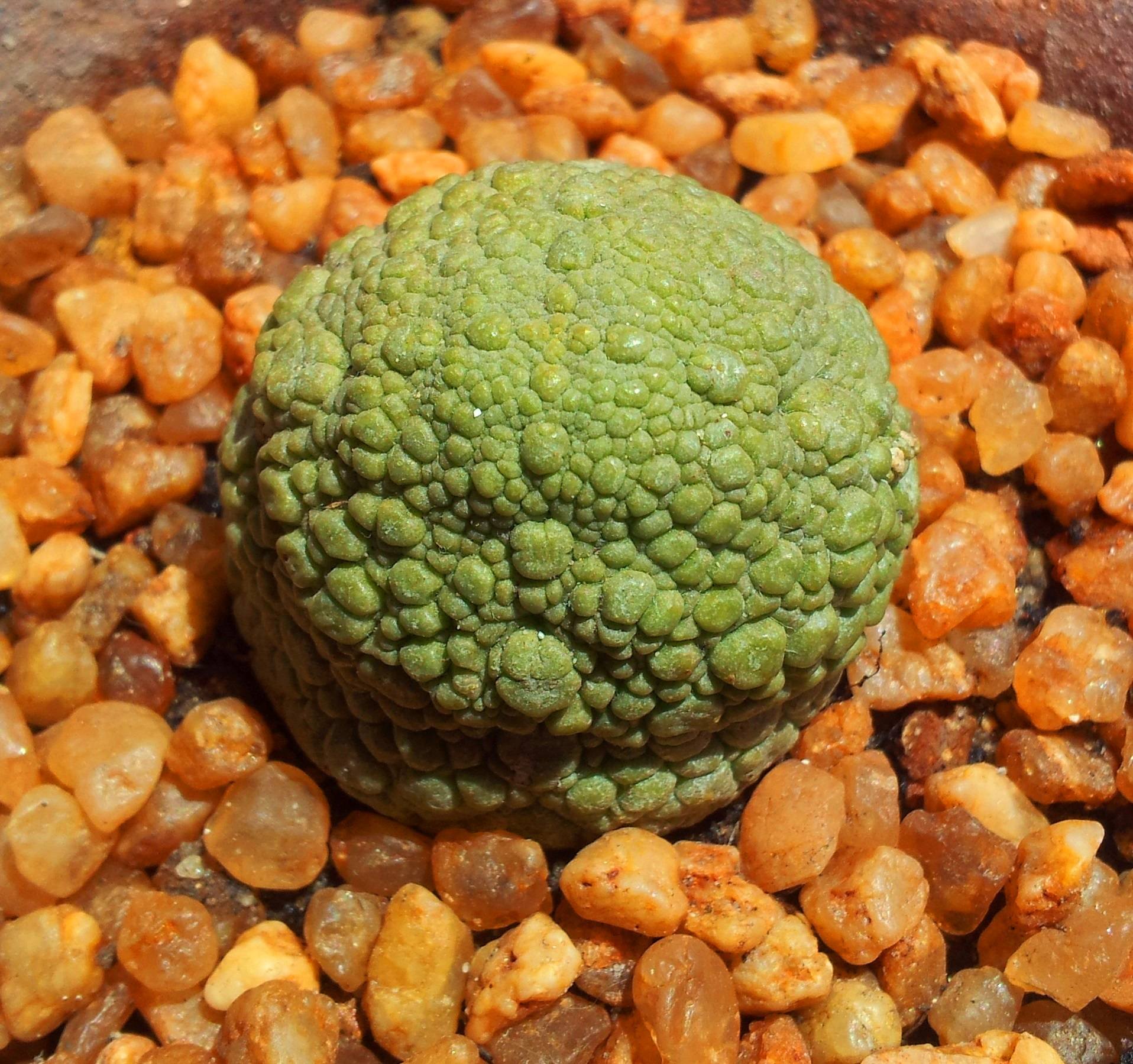
Pseudolithos migiurtinus